# Shigeru Yoshida
Shigeru Yoshida (吉田 茂, Yoshida Shigeru), KCVO (22 de setembro de 1878 – 20 de outubro de 1967) foi um diplomata e político japonês que serviu como Primeiro-Ministro do seu país de 1946 a 1947 e de 1948 a 1954, se tornando o chefe de governo do Japão pós-ocupação que ficou mais tempo no poder. 

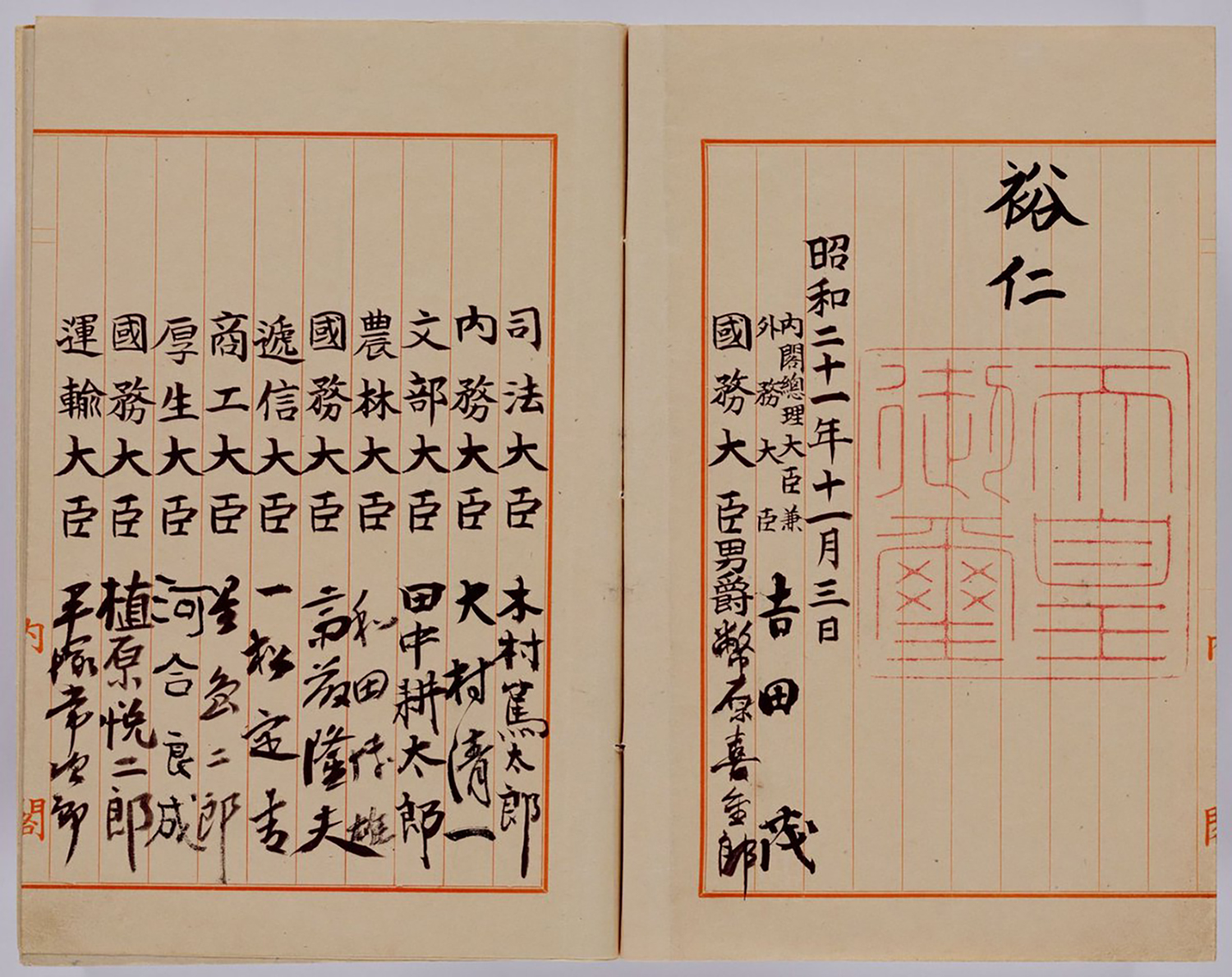
A pacifista Constituição do Japão foi estabelecida durante o mandato de Shigeru Yoshida.

Como líder da nação, enfatizou políticas de crescimento econômico e reindustrialização, e pacifismo nas relações internacionais e boas relações com os Estados Unidos (a chamada "Doutrina Yoshida").

## A Doutrina Yoshida
A Doutrina Yoshida foi uma estratégia adotada pelo Japão sob Yoshida a partir de 1951. Ele se concentrou na reconstrução da economia doméstica do Japão enquanto confiava fortemente na aliança de segurança com os Estados Unidos. Primeiro, o Japão está firmemente aliado aos Estados Unidos na Guerra Fria contra o comunismo. Em segundo lugar, o Japão confia na força militar americana e limita ao mínimo suas próprias forças de defesa. Terceiro, o Japão enfatiza a diplomacia econômica em seus assuntos mundiais. A doutrina Yoshida foi aceita pelos Estados Unidos; o termo atual foi cunhado em 1977. A dimensão econômica foi fomentada por Hayato Ikeda que serviu como seu ministro das Finanças e mais tarde foi primeiro-ministro. A Doutrina Yoshida moldou a política externa japonesa no século XXI. A maioria dos historiadores argumenta que a política foi sábia e bem-sucedida, mas uma minoria a critica como ingênua e inadequada.

## Trabalhos selecionados
Os escritos publicados de Yoshida abrangem 159 trabalhos em 307 publicações em 6 idiomas; Seu trabalho pode ser encontrado nas coleções de 5 754 bibliotecas em todo o mundo (em 5 de junho de 2001).
As obras mais amplamente realizadas por Yoshida incluem:
- The Yoshida Memoirs: the Story of Japan in Crisis.[2]
- Japan's Decisive Century, 1867–1967.[2]
- Yoshida Shigeru: Last Meiji Man.[2]
- 日本を決定した百年.[2]
- 大磯隨想.[2]
- 吉田茂書翰.[2]
- 世界と日本.[2]
- Japan im Wiederaufstieg; die Yoshida Memoiren (em alemão).[2]